# Polenske-Zahl
Die Polenske-Zahl ist eine Kennzahl zur Charakterisierung von Fett in der Lebensmittelanalytik.
Die Polenske-Zahl gibt an, wie viel flüchtige, wasserunlösliche Fettsäuren aus dem Fett durch Verseifung gewonnen werden können. Sie besteht in der Angabe der Menge an 0,1 n Natronlauge in ml, die zur Neutralisation der aus 5 g Fett abdestillierten flüchtigen, wasserunlöslichen Fettsäuren erforderlich ist.
Bedeutung hat die Polenske-Zahl vor allem für die Bestimmung der Reinheit von Butterfett. Gemeinsam mit der Reichert-Meissl-Zahl und der Kirschner-Zahl kann mit der Polenske-Zahl der Butterfettanteil in Fettmischungen berechnet werden.